# Эшпай, Андрей Яковлевич
Андре́й Я́ковлевич Эшпа́й (15 мая 1925[…], Козьмодемьянск, Марийская АССР[…] — 8 ноября 2015[…], Москва) — советский и российский композитор, пианист, педагог, общественный деятель. Народный артист СССР (1981), лауреат Ленинской премии (1986) и Государственной премии СССР (1976). Ветеран Великой Отечественной войны.

## Биография
Родился в Козьмодемьянске (ныне Республика Марий Эл) в музыкальной семье: отец — композитор, музыковед-фольклорист Яков Эшпай, по национальности мариец; мать — Валентина Тогаева, по национальности чувашка, племянница (дочь брата) композитора Анатолия Тогаева, была знатоком, любительницей и исполнительницей народных песен.
В 1928 году семья переехала в Москву. Первоначально Андрей Эшпай обучался музыке под руководством отца. В 1941 году окончил Детскую музыкальную школу-семилетку имени Гнесиных (класс В. В. Листовой). В эвакуации учился в средней школе № 1 города Мариинского Посада, который считал своей второй родиной и впоследствии часто посещал.
С началом Великой Отечественной войны изъявил желание уйти на фронт добровольцем, однако ему как несовершеннолетнему отказали. В 1943 году поступил в Чкаловское (Оренбургское) пулемётное училище (ныне Оренбургское высшее зенитное ракетное училище), окончил курсы военных переводчиков при Военном институте иностранных языков Красной Армии (ВИИЯКА). С конца 1944 года воевал на 1-м Белорусском фронте. Приказом № 62/н от 07.05.1945 года по 146-й стрелковой дивизии А. Эшпай, военный переводчик 2-го разряда 608-го стрелкового полка 146-й Островской Краснознамённой дивизии 3-й Ударной армии, за полученные при допросе пленных данные, которые дали возможность подавить множество огневых точек, и за личное уничтожение 8 солдат и офицеров противника в боях за Берлин был награждён орденом Красной Звезды.
9 мая 1945 года встретил в Берлине.
После войны учился в Музыкальном училище при Московской консерватории на фортепианном (класс Р. Ю. Чернова) и композиторском (класс Е. И. Месснера) факультетах. В 1953 году окончил Московскую консерваторию по классу композиции у Е. К. Голубева (занимался вначале у Н. Я. Мясковского) и по фортепиано у В. В. Софроницкого. В 1956 году окончил там же аспирантуру (руководитель А. И. Хачатурян).
Выступал как пианист с исполнением своих произведений.
В 1965—1970 годах преподавал композицию в Московской консерватории (профессор).
Председатель жюри многих международных и всероссийских конкурсов, в том числе Международного конкурса им. П. И. Чайковского (конкурс пианистов, 1978, 1986, 1998), Всероссийского конкурса композиторов им. А. П. Петрова (Санкт-Петербург).
С 1960 года — секретарь, в 1973—1979 годах — 1-й секретарь Союза композиторов РСФСР, с 1968 года — секретарь Союза композиторов СССР (член с 1952 года). Президент Российского авторского общества (1996—2001, 2006—2015).
Народный депутат СССР от творческих союзов.

В 2011 году в интервью корреспонденту газеты «Аргументы и факты» так рассказывал об истории написания одной из своих известнейших песен:
 «„Москвичи“ десять лет спустя после Победы я написал для Марка Бернеса. Мы жили на Большой Бронной в полуподвале. К нам ходили через окно. Вот и он так пришёл. Громко крикнул через подоконник: „Марийцы здесь? (Мой папа — мари, он и его двоюродный брат Палантай — основоположники марийской профессиональной музыки.) Есть слова, нужна музыка!“ Я прочёл текст и был буквально ошеломлён. Поразительное совпадение! Всё, о чём писал незнакомый мне тогда поэт Евгений Винокуров, было у меня в жизни! И сонная Висла, и весенняя сырая земля, и улица — Бронная… Брат Валя, который не вернулся с войны, погиб под Ленинградом. А мама всё ждала и ждала его возвращения до последних своих дней… Была даже девушка, которая не дождалась…»
Скончался от последствий инсульта 8 ноября 2015 года на 91-м году жизни в Москве. Похоронен в Москве на Новодевичьем кладбище (уч. 9, ряд 2, м. 17).

### Семья
Отец — Яков Андреевич Эшпай (1890—1963), композитор, музыковед-фольклорист, хормейстер и педагог.
Мать — Валентина Константиновна Тогаева (1897—1982), учитель русского языка и литературы, сестра чувашского композитора Анатолия Николаевича Тогаева.
Брат — Валентин, был призван Советским РВК Москвы, пропал без вести в боях на территории Ленинградской области 15.08.1941.
Супруга — Александра Михайловна Эшпай (1927—2024), пианистка, работала заведующей отделом фортепианной музыки в издательстве «Композитор». Похоронена рядом с мужем и сыном в Москве на Новодевичьем кладбище (уч. 9, ряд 2, м. 17).
- Сын — Андрей Эшпай[21] (род. 1956), кинорежиссёр, сценарист и кинопродюсер, заслуженный деятель искусств РФ (2005).
  - Внучка — Мария Эшпай (род. 1986), пианистка[22].
- Сын — Валентин Эшпай[21] (1953—2016), киновед, научный сотрудник Института кино[23]. Похоронен рядом с отцом в Москве на Новодевичьем кладбище[14][15] (уч. 9, ряд 2, м. 17).
  - Внук — Валентин Эшпай, кинооператор.

## Награды и звания

### Почётные звания
- Заслуженный деятель искусств Марийской АССР (1960)
- Заслуженный деятель искусств Якутской АССР (1964)
- Заслуженный деятель искусств РСФСР (1969)
- Заслуженный деятель искусств Мордовской АССР (1973)
- Народный артист РСФСР (1975)
- Народный артист СССР (1981) — за большие заслуги в развитии советского музыкального искусства[24]
- Заслуженный деятель искусств Чувашской АССР (1982)[25]
- Народный артист Марийской АССР (1983)[26]

### Премии
- Государственная премия СССР (1976) — за кантату «Ленин с нами» (на слова В. В. Маяковского) и 2-й концерт для фортепиано с оркестром
- Ленинская премия (1986) — за концерт для гобоя с оркестром (1982), «Песни горных и луговых мари» (1983)
- Премия Правительства Российской Федерации в области культуры (2010) — за создание цикла музыкальных произведений для оркестровых инструментов и симфонического оркестра[27]

### Ордена и медали
- Орден Красной Звезды (1945)[28]
- Орден «Знак Почёта» (1967)
- Орден Трудового Красного Знамени (1971)
- Орден Ленина (1985)[29]
- Орден Отечественной войны II степени (1985)[30]
- Орден «За заслуги перед Отечеством» IV степени (2000) — за большой вклад в развитие отечественного музыкального искусства[31].
- Орден Дружбы (2010) — за большой вклад в развитие отечественного музыкального искусства и многолетнюю творческую деятельность[32]
- Орден «За заслуги перед Чувашской Республикой» (2008)[33][34]
- Медаль «За победу над Германией в Великой Отечественной войне 1941—1945 гг.»[35]
- Медаль «За взятие Берлина»
- Медаль «За освобождение Варшавы»
- Медаль «За Варшаву 1939—1945»
- Медаль «За доблестный труд в Великой Отечественной войне 1941—1945 гг.»
- Медаль «Двадцать лет Победы в Великой Отечественной войне 1941—1945 гг.» (1965)
- Медаль «Тридцать лет Победы в Великой Отечественной войне 1941—1945 гг.» (1975)
- Медаль «Сорок лет Победы в Великой Отечественной войне 1941—1945 гг.» (1985)
- Медаль «50 лет Победы в Великой Отечественной войне 1941-1945 гг.» (1995)
- Медаль «60 лет Победы в Великой Отечественной войне 1941—1945» (2005)
- Медаль «65 лет Победы в Великой Отечественной войне 1941—1945» (2010)
- Медаль «70 лет Победы в Великой Отечественной войне 1941—1945» (2015)
- Медаль «50 лет Вооружённых Сил СССР» (1968)
- Медаль «60 лет Вооружённых Сил СССР» (1978)
- Медаль «70 лет Вооружённых Сил СССР» (1988)
- Медаль Жукова
- Медаль «За доблестный труд. В ознаменование 100-летия со дня рождения Владимира Ильича Ленина»
- Медаль «Ветеран труда»
- Медаль «В память 850-летия Москвы»

### Другие награды, премии и общественное признание
- Премия города Москвы в области литературы и искусства (номинация «Музыкальное искусство») (2010) — за создание симфонических картин «Сны» и второй редакции Шестой (Литургической) симфонии[36]
- Высшая Российская общественная награда — знак ордена святого Александра Невского «За труды и Отечество»[37]
- Почётная премия РАО «За вклад в развитие науки, культуры и искусства»[38]
- Член Международного музыкального совета при ЮНЕСКО (с 1977)
- Почётный член Общества им. Ф. Листа (1979, США)
- Академик Российской академии кинематографических искусств[39]
- Почётный профессор Московской консерватории
- Почётный президент землячества Марий Эл в Москве
- Почётный гражданин Йошкар-Олы (1988)
- Почётный гражданин Козьмодемьянска (1983)

## Творчество

### Академическая музыка

#### Балеты
- «Ангара» (по пьесе А. Н. Арбузова «Иркутская история», 1976)
- «Круг» («Помните!», 1979—1980)

#### Оперетты
- «Нет меня счастливее» («Внимание, съёмка!» 1968; под названием «Седьмое небо», 1972)
- «Любить воспрещается» (под названием «Свадьба по жребию», 1973)

#### Для солистов, хора и оркестра
- Кантата «Ленин с нами» (слова В. В. Маяковского, 1968)

#### Для оркестра
- 9 симфоний:

Симфония № 1 ми-бемоль минор (1959)
Симфония № 2 ля мажор «Хвала свету» (1962)
Симфония № 3 «Памяти отца» (1964)
Симфония № 4 («симфония-балет», одночастная, 1981)
Симфония № 5 «Военная»
Симфония № 6 «Литургическая», для оркестра, фортепиано и хора (1988)
Симфония № 7
Симфония № 8 (2000)
Симфония № 9 (2001)
- Симфонические танцы на марийские темы (1951)
- Вариации на тему Н. Я. Мясковского (1966)
- Праздничная увертюра «Кремлёвские куранты» (1970)
- «Симон Боливар», симфоническая поэма (1980—1981)
- «Переход Суворова через Альпы», симфоническая картина для большого оркестра (1996)
- «Игры» (Второй концерт) для большого симфонического оркестра (1997—2008)
- «Песни горных и луговых мари» (1983)
- «Этюды» для оркестра (памяти В. В. Листовой) (2005)
- Концерт № 1 для оркестра (1967)
- Концерт № 2 для оркестра «Игры» (2002)

#### Концерты для инструментов с оркестром
- 2 для фортепиано (1954, 1972)
- 4 для скрипки (1956, 1-я премия на 6-м Международном фестивале демократической молодёжи и студентов в Москве; 1977, памяти Н. Я. Мясковского; 1992, 1994)
- «Венгерские напевы» для скрипки с оркестром (1953, 1-я премия на 5-м Международном фестивале демократической молодёжи и студентов в Варшаве)
- для альта (1987)
- для гобоя (1982)
- для саксофона-сопрано (1986)
- для флейты (1992)
- для кларнета и струнного оркестра с арфой и литаврами (1994)
- для контрабаса и струнного оркестра (1995)
- для валторны, струнного оркестра и 4 валторн (1995)
- для трубы и тромбона с оркестром (1995)
- для тубы в сопровождении струнного оркестра и медных духовых инструментов (2001)
- для фагота с оркестром (2001)
- для бассетгорна и струнного оркестра (2007)

#### Пьесы для струнного оркестра
- Lamento и Toccata (Большой зал консерватории, 3 января 2000; первая премьера 3-го тысячелетия)
- «Контуры» для камерного оркестра с большой группой струнных (2007)

#### Камерно-инструментальные сочинения
- для скрипки и фортепиано.: 2 сонаты (1966, для 3-го Международного конкурса им. П. И. Чайковского; 1970), Мелодия и танец (1950)
- для кларнета и фортепиано: 3 марийские мелодии (1947), Сюита (1952), Прелюдия, адажио, фуга (1949)
- для фортепиано: 2 сонатины (1951, 1971), Колыбельная и 6 прелюдий (1947), «Детский альбом» (1970), «Метр и ритм» (1970), «Венгерская тетрадь» (25 венгерских песен для фортепиано, 1976)
- Секстет для кларнета in В, гитары и струнного квартета (а также ритм-гитары, бас-гитары и джазовой ударной установки Boxy-D, 1996)
- Струнный квартет (памяти Д. Д. Шостаковича) Concordia discordans

#### Для органа
- Пассакалия (памяти Н. Я. Мясковского, 1951), прелюдия (1975)

#### Хоры
- «Из первого послания к коринфянам св. апостола Павла» (1988)

#### Для скрипки соло
- Espressivo molto (2002)

#### Для флейты соло
- Пьеса для флейты соло (1981)
- Три пьесы (Издательство «Советский композитор», М., 1987)

### Романсы и песни
- Свыше 100 романсов и песен

#### Гимн
- «Песня о Йошкар-Оле» — (сл. Л. Дербенёва, 1965). С 1997 года — официальный гимн Йошкар-Олы. Исполнитель — Эдуард Хиль.

#### Наиболее известные песни
- «Где же тут любовь» (сл. Г. Г. Регистана, 1956)— исп. Нина Дорда
- «Песня о Родине» из кинофильма «Ночной патруль» (сл. Л. Ошанина, 1957) — исп. Марк Бернес
- «С первой встречи с тобой» из кинофильма «Повесть о первой любви» (сл. Г. Г. Регистана, 1957) — исп. Капиталина Лазаренко
- «Ты одна в моей судьбе» («Почему, отчего, и не знаю сам…») из кинофильма «Повесть о первой любви» [музыка та же, что «Ах, Одесса моя»] (сл. В. Котова, 1957) — исп. Владимир Трошин
- «Ах, Одесса моя» [музыка та же, что «Ты одна в моей судьбе»] (сл. В. Котова, 1957) — исп. Леонид Утёсов
- «Москвичи» («Серёжка с Малой Бронной…» (сл. Е. Винокурова, 1958) — исп. Марк Бернес
- «Два берега» из кинофильма «Жажда» (сл. Г. Поженяна, 1959) — исп. Майя Кристалинская
- «Облака» (сл. В.Карпеко)[40]
- «Песня о дружбе» («Ребята настоящие…») из кинофильма «Исправленному верить» (сл. В. Карпеко, 1959) — исп. Евгений Кибкало
- «Я сказал тебе не все слова» из кинофильма «Исправленному верить» (сл. В. Карпеко, 1959) — исп. Владимир Трошин
- «А снег идёт» из кинофильма «Карьера Димы Горина» (сл. Е. Евтушенко, 1961) — исп. Майя Кристалинская
- «Песня об иве» (сл. В. Карпеко, 1961) — исп. Майя Кристалинская
- «Улицы ждут пустые» из кинофильма «Первый троллейбус» (сл. Л. Дербенёва, 1964) — исп. Владимир Трошин
- «Я не забуду» (сл. В. Котова, 1965 и Л. Дербенёва, 1966) — исп. Марк Бернес
- «Песня о тишине» из кинофильма «Майор „Вихрь“» (сл. Л. Дербенёва, 1967) — исп. Владимир Трошин

### Музыка к спектаклям и кинофильмам

#### Спектакли
- «Опасный возраст» С. Д. Нариньяни (1960, Московский театр им. Ленинского комсомола)
- «Танцы на шоссе» З. Е. Гердта и М. Г. Львовского (1962, Ленинградский театр драмы им. А. С. Пушкина)
- «Покой нам только снится» Ю. А. Шевкуненко (1962, Московский драматический театр имени А. С. Пушкина)
- «Прерванная мелодия» К. М. Коршунова (1964, Марийский национальный театр драмы имени М. Шкетана, Йошкар-Ола)
- «Волшебники живут рядом» А. А. Хазина (1964, Ленинградский театр эстрады)
- «Теория невероятности» Анчарова (1966, Московский драматический театр имени М. Н. Ермоловой)
- «Малыш и Карлсон, который живёт на крыше» по А. Линдгрен (1968, Московский театр сатиры)
- «Неравный брак» В. К. Константинова и Б. М. Рацера (1970, Московский драматический театр имени М. Н. Ермоловой)
- «Обыкновенное чудо» Е. Л. Шварца (1971, Московский театр сатиры).

#### Фильмография
- 1957 — Ночной патруль
- 1957 — Повесть о первой любви — Андрей
- 1957 — Страницы былого
- 1957 — Четверо
- 1959 — Жажда
- 1959 — Исправленному верить
- 1960 — Время летних отпусков
- 1960 — Сильнее урагана (совм. с П. Тодоровским)
- 1961 — Водил поезда машинист
- 1961 — Карьера Димы Горина
- 1962 — Приходите завтра
- 1963 — Им покоряется небо
- 1963 — Первый троллейбус (совм. с Р. Бойко)
- 1964 — Криницы
- 1964 — Какое оно, море?
- 1964 — Лушка
- 1967 — Бабье царство
- 1967 — Майор Вихрь
- 1969 — Адъютант его превосходительства
- 1969 — Директор
- 1970 — Кремлёвские куранты
- 1971 — И был вечер, и было утро…
- 1971 — Малыш и Карлсон, который живёт на крыше (фильм-спектакль)
- 1971 — Седьмое небо
- 1971 — Тень
- 1972 — Сибирячка
- 1973 — Дети Ванюшина
- 1973 — Назначение
- 1973 — Парашюты на деревьях
- 1973 — Возврата нет
- 1974 — Звезда экрана
- 1975 — Семья Ивановых
- 1976 — Преступление
- 1976 — Рудин
- 1977 — Трактир на Пятницкой
- 1978 — Емельян Пугачёв
- 1978 — Однокашники
- 1978 — Пуск
- 1981 — Долгий путь в лабиринте
- 1981 — Наше призвание
- 1982 — Давай поженимся
- 1982 — Домой!
- 1982 — Предисловие к битве
- 1982 — Формула света
- 1983 — Когда играли Баха
- 1983 — Поздняя любовь
- 1983 — Экзамен на бессмертие
- 1984 — Расставания
- 1986 — Звездочёт
- 1986 — Я — вожатый форпоста
- 1987 — Иван Великий
- 1988 — Шут (автор использованной музыки)
- 1989 — Сердце не камень
- 1989 — Ты помнишь наши встречи... (фильм-концерт, короткометражный) (совм. с др.)
- 1991 — Униженные и оскорблённые (использованы фрагменты концерта № 2 для скрипки с оркестром, совм. с П. Мимраном)
- 1994 — Я свободен, я ничей
- 1996 — Лиза и Элиза
- 1999 — Дорога в рай (автор использованной музыки)
- 1999 — Умирать легко
- 2001 — Цветущий холм среди пустого поля (автор использованной музыки)
- 2005 — В.С. Возлюбленная солдата (документальный)
- 2009 — Иван Грозный
- 2010 — Элизиум
- 2013 — Куприн (фильм № 2 «Впотьмах») (совм. с Д. Пекаревым)
- 2015 — Взрослые дочери

В фильме «Повесть о первой любви» (1957) сыграл эпизодическую роль.

#### Участие в фильмах
- 1967 — Фестиваль джаза (документальный)
- 1971 — Марк Бернес (документальный)
- 1979 — Портрет в музыке (документальный)
- 2005 — Круговорот жизни (документальный)
- 2007 — Звёздная болезнь. Марк Бернес (документальный)
- 2010 — Андрей Эшпай: воплощение Музыки (из программы «Документальная камера»)
- 2014 — Симфония экрана (документальный)

#### Архивные кадры
- 1971 — Поговорить нам необходимо… (документальный)

### Литературные сочинения
- Вечер камерной музыки, «СМ», 1954, No 12;
- Путевые заметки, там же, 1961, No 3;
- На Ленинградском смотре, там же, 1961, No 6;
- В. В. Софроницкий (совм. с П. Лобановым), в кн.: Воспоминания о Московской консерватории, М., 1966;
- Нотографический справочник, сост. Н. Сладком, М., 1979;
- Беседы. Статьи. Материалы. Очерки, сост. Е. Гульянц, М., 1988.
- «Непрошедшее время. Беседы разных лет» (М., 2000, 2-е изд. М., 2005).

## Память
- В Козьмодемьянске детская школа искусств названа именем Андрея Эшпая.
- В Козьмодемьянске в память о композиторе установлена мемориальная доска по улице Чернышевского, 43.
- С 2013 года в Йошкар-Оле проводится Всероссийский конкурс-фестиваль молодых музыкантов имени Андрея Эшпая.
- Большой концертный зал Марийского республиканского колледжа культуры и искусств имени И. С. Палантая в Йошкар-Оле носит имя Андрея Эшпая.
- В 2019 году в Республике Марий Эл объявлен конкурс на лучший проект памятников известным культурным и общественным деятелям марийского народа, среди которых значится и А. Я. Эшпай. Итоги конкурса будут подведены в 2020 году[41].
- 1 октября 2020 года в рамках мероприятий XI съезда народа мари в Йошкар-Оле у здания факультета академической музыки Марийского республиканского колледжа культуры и искусств имени И. С. Палантая был заложен камень на месте будущего памятника композитору Андрею Эшпаю[42]. 1 сентября 2022 года состоялось торжественное открытие памятника (бюст работы скульптора А. Чебаненко)[43][44].
- 26 мая 2021 года принято решение о присвоении аэропорту Йошкар-Олы имени Андрея Яковлевича Эшпая[45].
- С 2021 года в Йошкар-Оле проходит Фестиваль оперного искусства имени Андрея Эшпая[46].